# Moleno
Moleno es una comuna suiza del cantón del Tesino, localizada en el distrito de Bellinzona, círculo del Tesino. Limita al norte con la comuna de Lodrino, al este con Cresciano, y al sur con Preonzo.

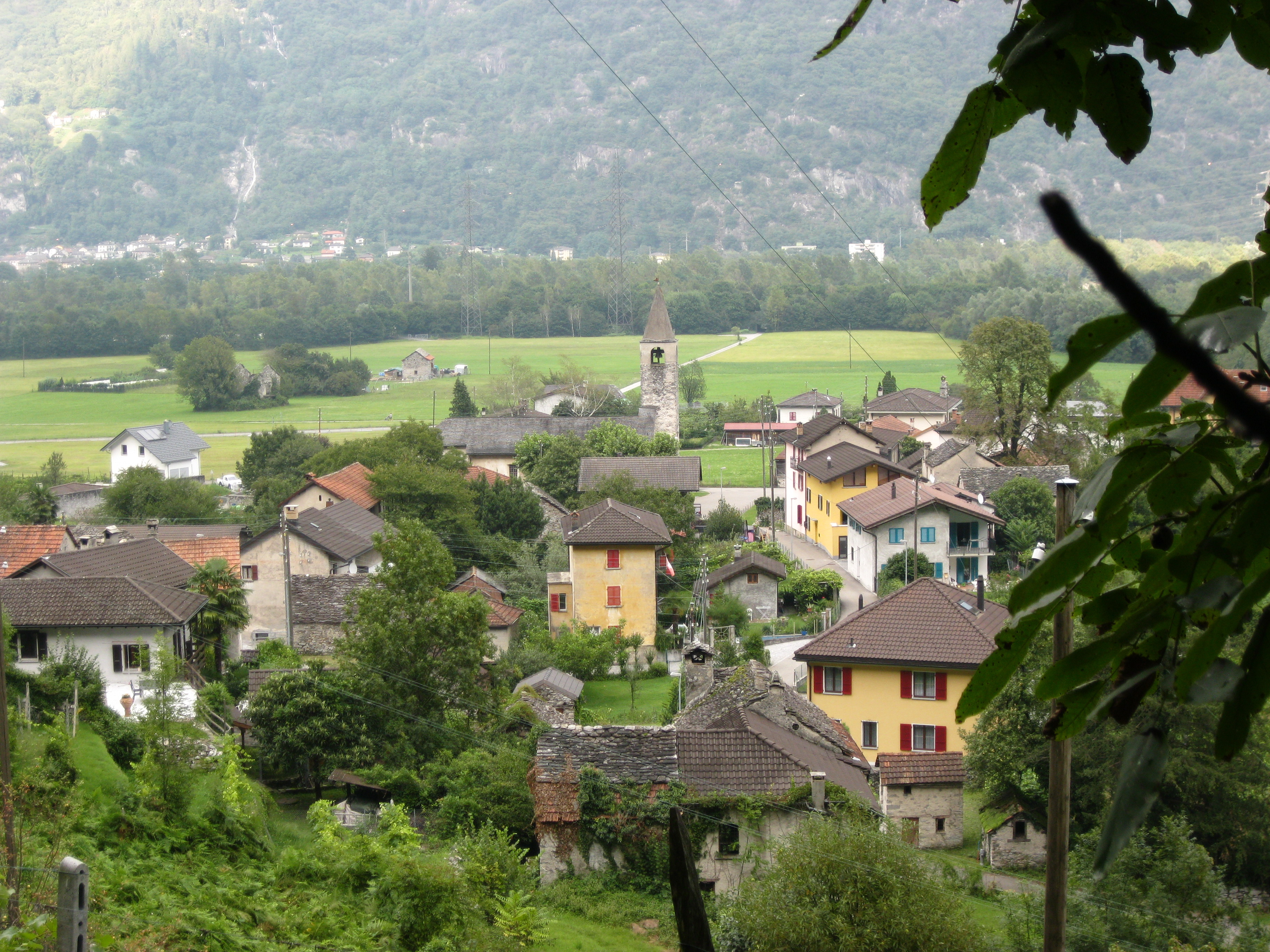
Vista de Moleno.